# Ярошенко, Василий Петрович
Василий Петрович Ярошенко (1903, село Павловка — 1992, Щучинск, Щучинский район, Кокчетавская область, Казахстан) — комбайнёр совхоза «Златопольский» Щучинского района Кокчетавской области, Казахская ССР. Герой Социалистического Труда (1966). Депутат Верховного Совета Казахской ССР 5 — 6 созывов.

## Биография
Родился в 1903 году в крестьянской семье в селе Павловка Мариупольского уезда Екатеринославской губернии (ныне — Марьинский район Донецкой области).
В 1934 году окончил курсы механизации, потом трудился комбайнёром на Бурабайской МТС, совхозе «Коммунизм» и позднее — в совхозе «Златопольский» Щучинского района.
В 1966 году Указом Президиума Верховного Совета СССР от 23 июня 1966 года «за выдающиеся заслуги в развитии сельского хозяйства» удостоен звания Героя Социалистического Труда с вручением ордена Ленина и золотой медали «Серп и Молот».
Избирался депутатом Верховного Совета Казахской ССР 5-го созыва от Щучинского сельского округа (1959—1963) и 6-го созыва от Дмитриевского округа (1963—1967).
Скончался в Щучинске в 1992 году. Похоронен на русском городском кладбище.